# 삼탄집
삼탄집(三灘集)은 충청북도 충주시 성서동에 있는, 조선 성종 때의 문신이자 문장가인 삼탄 이승소의 문집이다. 1984년 12월 31일 충청북도의 유형문화재 제137호로 지정되었다.

## 개요
조선 성종 때의 문신이자 문장가인 삼탄 이승소의 문집으로, 목판본 6책 15권이다.
이승소는 세종 29년(1447) 문과에 급제하여 성종 12년(1481) 정헌대부를 역임하였으며, 이조·형조판서를 거쳐 좌참찬에 올랐다. 당대 문장가로 예악·음악·의약·지리 등 여러 방면에 조예가 깊었으며, 성종 5년(1474) 신숙주, 강호맹 등과 함께 『국조오례의』를 편찬하기도 하였다. 시호는 ‘문간’이다.
『삼탄집』은 이승소의 외손자인 이수동에 의해 청주판이 간행되었으며, 중종 8년(1513) 함흥판이 간행되었고, 중종 30년(1535) 청주판의 중간본이 간행되었다.
현재 『삼탄집』은 청주판 2책이 국립도서관에 전하고 있으며, 함흥판은 이승소의 후손 이용신이 소장하고 있다.

## 같이 보기
- 이승소

## 참고 자료
- 삼탄집 - 국가유산청 국가유산포털